# Élections générales britanno-colombiennes de 1952

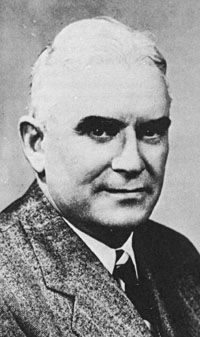
Byron Johnson, chef de file des libéraux.

L'élection générale britanno-colombienne de 1952 fut déclenchée le 10 avril 1952 et fut tenue le 12 juin afin d'élire les députés de l'Assemblée législative de la Colombie-Britannique. Il s'agit de la 23e élection générale dans la province de la Colombie-Britannique depuis son adhésion au Canada en 1871.

## Contexte
Depuis l'élection de 1941, les libéraux et les conservateurs gouvernaient et se présentaient aux élections en tant que coalition de centre-droit ; avec le temps, les tensions au sein de la coalition étaient devenues assez graves pour en causer la rupture. Lors de cette élection, les deux partis présentent donc leurs propres candidats sous leurs propres bannières (le Parti conservateur adopte le nom « progressiste-conservateur » utilisé par son homologue fédéral.) Un des derniers gestes du gouvernement de coalition avant l'élection est de modifier le mode de scrutin pour instaurer le système de vote alternatif.
Dans un système de vote alternatif, l'électeur n'indique pas simplement son choix d'un « X ». Au lieu de cela, les choix doivent être classés en ordre de préférence en écrivant des chiffres (1 pour le 1er choix, 2 pour le 2e choix, etc). Lorsque les bulletins sont comptés, si aucun candidat n'obtient la majorité absolue, le candidat ayant obtenu le moins de votes est éliminé et les bulletins sont distribués parmi les autres candidats selon les deuxièmes choix qui y sont inscrits. Ce processus est répété jusqu'à ce qu'un candidat obtienne une majorité des voix (50 % + 1). Toutefois, certains électeurs n'indiquent qu'un seul choix, et d'autres indiquent leur préférence pour certains candidats inscrits sur le bulletin de vote mais pas tous ; en conséquence, le nombre total de voix diminue à chaque dépouillement et le nombre requis pour atteindre la majorité baisse. Certaines circonscriptions étaient plurinominales, c'est-à-dire qu'elles devaient élire plus d'un député ; dans ces circonscriptions, il y avait un bulletin séparé pour chaque poste à combler.
Le vote alternatif avait été introduit afin de permettre aux partis conservateur et libéral d'empêcher la Fédération du commonwealth coopératif (socialiste) de prendre le pouvoir ; ils présument que le deuxième choix d'un électeur conservateur serait un libéral, et vice-versa. Contre toute attente, ceci permet au Parti Crédit social de remporter le plus grand nombre de sièges en étant le deuxième choix de bon nombre d'électeurs de la FCC.
W.A.C. Bennett était un ancien député à l'Assemblée législative qui avait quitté le Parti progressiste-conservateur pour siéger en tant qu'indépendant après son avoir échoué à prendre la direction du Parti progressiste-conservateur en 1951. En décembre de la même année, il devient membre de la Social Credit League. Le Crédit social ne parvient pas à obtenir la majorité lors de l'élection, mais Bennett réussit à convaincre un député travailliste à appuyer le parti, et les créditistes réussissent à former un gouvernement minoritaire. Le Parti n'a pas de chef officiellement. Dans un vote du caucus nouvellement élu, Bennett est gagnant face à Philip Gaglardi et devient chef du parti, ainsi que premier ministre élu, le 15 juillet 1952.

## Résultats
| Parti                 | Parti                 | Chef             | # de candidats | Sièges | Sièges | Sièges   | Voix                | Voix    | Voix     | Voix              | Voix    |
| --------------------- | --------------------- | ---------------- | -------------- | ------ | ------ | -------- | ------------------- | ------- | -------- | ----------------- | ------- |
| Parti                 | Parti                 | Chef             | # de candidats | 1949   | Élus   | % Diff.  | # de voix (1e fois) | %       | % Diff.  | # de voix (final) | %       |
|                       | Crédit social         | (aucun)          | 47             | -      | 19     | -        | 209 049             | 27,20 % | +25,99 % | 203 932           | 30,18 % |
|                       | FCC                   | Harold Winch     | 48             | 7      | 18     | +157,1 % | 236 526             | 30,78 % | -4,32 %  | 231 756           | 34,3 %  |
|                       | Libéral               | Byron I. Johnson | 48             | 391    | 6      | 1        | 180 289             | 23,46 % | 1        | 170 674           | 25,26 % |
|                       | Prog.-conservateur    | Herbert Anscomb  | 48             | 391    | 4      | 1        | 129 439             | 16,84 % | 1        | 65 285            | 9,66 %  |
|                       | Travailliste          | Tom Uphill       | 1              | 1      | 1      | -        | 1 290               | 0,16 %  | -0,05 %  | 1 758             | 0,26 %  |
|                       | Chrétien-démocrate    |                  | 8              | *      | -      | *        | 7 176               | 0,93 %  | *        | 1 318             | 0,2 %   |
|                       | Ouvrier progressiste  |                  | 5              | -      | -      | -        | 2 514               | 0,33 %  | +0,09 %  | 931               | 0,14 %  |
|                       | Indépendant           | Indépendant      | 5              | 1      | -      | -100 %   | 1 312               | 0,17 %  | -0,57 %  | -                 | -       |
|                       | Labour Representation |                  | 1              | *      | -      | *        | 654                 | 0,09 %  | *        | -                 | -       |
|                       | Socialiste            |                  | 1              | *      | -      | *        | 276                 | 0,04 %  | *        | -                 | -       |
| Total                 | Total                 | Total            | 212            | 48     | 48     | -        | 768 561             | 100 %   |          | 675 654           | 100 %   |
| Source : Elections BC |                       |                  |                |        |        |          |                     |         |          |                   |         |

Notes :
* N'a pas présenté de candidats lors de l'élection précédente
1 Lors de l'élection précédente, le Parti conservateur et le Parti libéral présentent des candidats conjointement sous la bannière de la « Coalition », dont 39 sont élus. Les conservateurs se retirent de la coalition en 1951, accélérant la chute du gouvernement.

## Source
- (en) Cet article est partiellement ou en totalité issu de l’article de Wikipédia en anglais intitulé « British Columbia general election, 1951 » (voir la liste des auteurs).